# 佐藤好助
佐藤 好助（さとう こうすけ、1942年8月3日 - ）は、日本の元競泳選手。種目はバタフライ。1964年東京オリンピック日本代表。50m・100m・200mバタフライ元日本記録保持者。熊本県出身。

## 経歴
1961年当時は八幡製鐵に勤務しており、1964年東京オリンピック当時も同じだった。
1963年の世界ランキングでは3位につけていた。
1964年東京オリンピックで男子200メートルバタフライに出場し、予選を3位通過したものの、準決勝では0.2秒差で決勝進出を逃した。
日本水泳連盟が後に作成した「バタフライに関する調査研究報告書」では、体の小さな佐藤は「脚のけりを主軸とし，ストローク毎に水中深く潜って伸びを利用する」泳法だったが、競り合いで水面の波が大きくなると潜水ごとに体が動揺で不安定になったと記されている。